# 賴志瑄
賴志瑄（英語：Lai Chih-Hsuan，1995年7月29日—），臺灣足球運動員，出生於臺灣苗栗縣，場上主要擔任翼鋒，也可以擔任前鋒並回撤為進攻中場，賴志瑄雖然個頭小,卻靈活異常，靈敏的球感加上低重心的優勢，他在受到外來的拉力的時候能在瞬間恢復平衡，調整重心。目前效力於國立臺灣體育大學的足球校隊。

## 球员生涯
出生於苗栗縣的賴志瑄，國小三年級跟著哥哥開始接觸足球，進而開啟足球生涯。因為苗栗縣的國中沒有足球隊，想圓足球夢就必須到外縣市發展，而賴志瑄也不例外。小六那年，他毅然決然地告訴家人要到臺中繼續踢球，父母親即使一開始不捨賴志瑄離家，最後卻還是支持他追求自己的夢想，現在更是對他感到驕傲。「足球就是我的生活重心，雖然對它又愛又恨，但它已經成為我生命中的一部分了。」賴志瑄說。
在103學年度男一級冠軍戰與北市大的交手，台體此役在正規賽結束前2分鐘還以1球落後，然而在比賽第88分鐘時, 台體大二生賴志瑄當時在大禁區邊緣接到球，做了1個假動作後就毫不猶豫的從防守球員中的空隙長射破網，助球隊將戰局扳成1比1平局，有了賴志瑄的這一腳，讓台體延保爭冠機會，雙方在延長賽30分鐘都沒能進球後展開PK，最終暌違5年後再奪回冠軍金盃。
105學年度大專足球聯賽公開男子組第一級決賽，國立臺灣體育運動大學最後雖以1:2敗給銘傳大學，但在上半場加時倒數下，賴志瑄在門前三公尺射門成功，扳平比數外也提升球隊士氣。談到今年大專聯賽的表現，賴志瑄遺憾地說：「沒有起初預期的好，因為我們有很多球員今年都入選國家隊，陣容完整，應該可以拿到好成績的，但足球就是這樣，沒有絕對的勝利，什麼情況都可能發生。」
走到現在，賴志瑄感謝一路陪伴他成長的教練們，他表示，沒有他們細心的教導，也不會有現在的他。更提到臺體足球隊教練趙榮瑞，謝謝他願意相信自己，讓他有很多下場比賽的機會，也讓他能好好磨練。問起踢球生涯中最大的挫折？賴志瑄搔著頭回想，踢球過程中，最難捱的就是等待傷勢恢復的過程，「不能踢球就覺得不知道要幹嘛，很難過。」曾經因右腳踝大扭傷，休養一個月才康復，所幸最後沒留下後遺症。好好準備自己，使自己都能穩定發揮迎戰每場比賽，希望能證明自己的價值。
在世大運開踢之前，中華男足隊將先飛至北韓參加U23亞洲盃資格賽，再前往日本集訓備戰, 面對2017世界大學運動會，現在培訓隊主要針對整體做戰術性攻擊與防守的訓練，賴志瑄認為，需要加強自己身體的對抗性，才能在世大運和其他隊伍抗衡。
今年畢業於台體大的賴志瑄將至國家運動訓練中心服兵役。